# Erdi-Ma
Das Erdi-Ma ist ein  Felsplateau in der Sahara. Es befindet sich im Nordosten des Tschad in der Grenzregion zu Libyen und dem Sudan.
Die erste und bis zum Jahr 2005 einzige wissenschaftliche Expedition in dieses entlegene Gebiet wurde 1923 von Ahmed Pascha Hassanein unternommen, einem Oxfordstudenten, der auch als Fechter für Ägypten an den Olympischen Spielen 1920 teilgenommen hatte.
Unter Leitung des Geographen und Klimaforschers Stefan Kröpelin fand Ende 2005 eine erneute Erforschung des Gebietes statt. Er wurde dabei von einem Team von Wissenschaftlern, einem Fernsehteam des ZDF sowie dem Schriftsteller Raoul Schrott begleitet. Diese wissenschaftliche Ersterkundung wurde unternommen im Rahmen des Sonderforschungsbereichs 389 zum Kultur- und Landschaftswandel im ariden Afrika der Deutschen Forschungsgemeinschaft an der Universität Köln.